# بازار ميدان قلعة
بازار ميدان قلعة هي بازار تاريخية تعود إلى عصر القاجاريون، وتقع في كرمان.